# Mosquée Achur

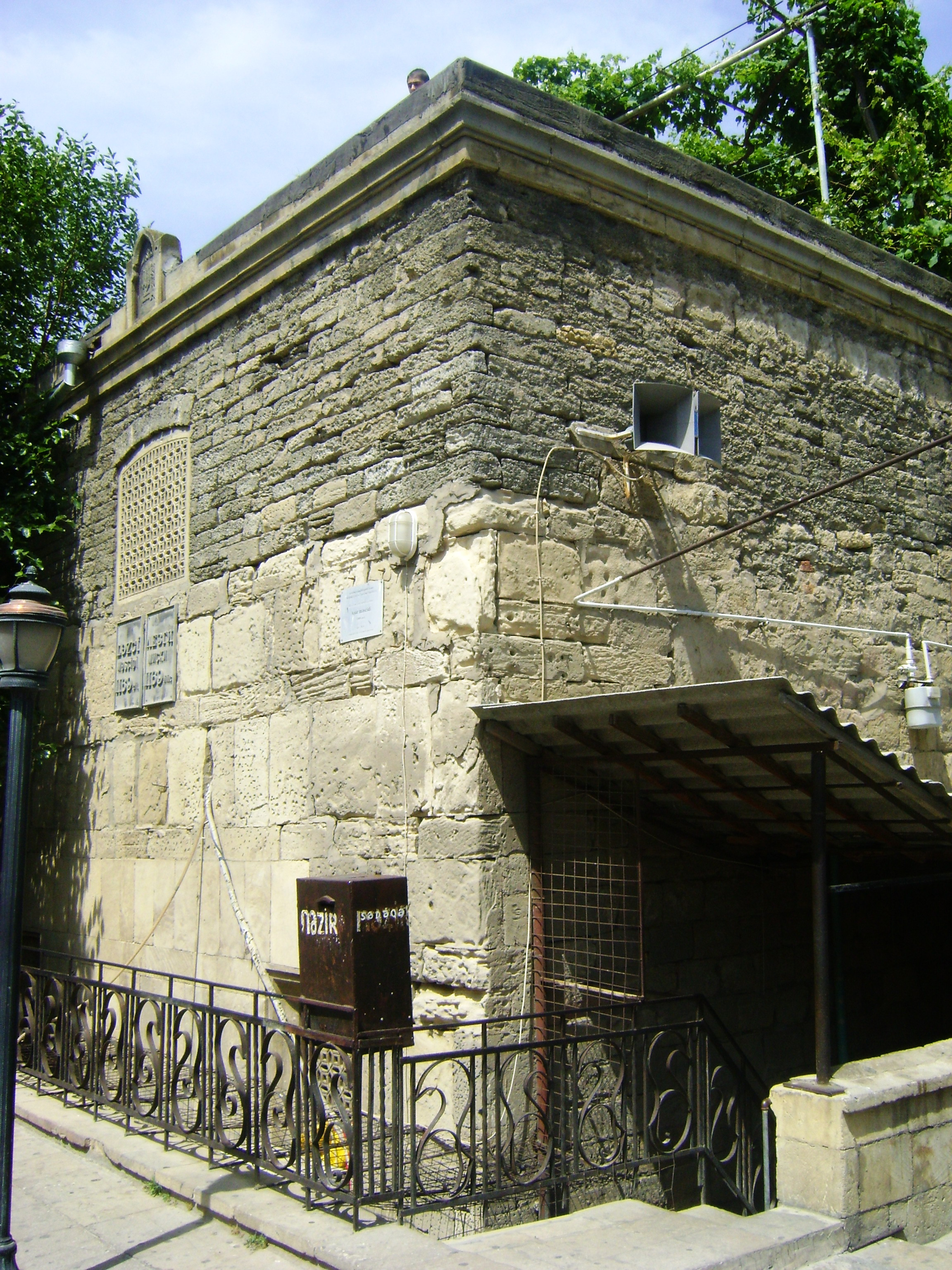

La mosquée Achur a été fondée en 1169 par le maître Najaf Achur, fils d'Ibrahim. Il est situé dans la rue Asaf Zeynalli. La mosquée est souvent appelée la «mosquée Lezghien». Le deuxième nom de la mosquée est lié au boom pétrolier du XIXe siècle. À la suite de cet événement, un afflux important de main-d'œuvre a été observé à Bakou, notamment du Daghestan. Cette mosquée a été utilisée par les travailleurs de Lezghien lors de cérémonies religieuses.
La forme de la mosquée Achur est parallélépipédique. Il y a deux petites fenêtres sur la face sud du bâtiment. L'entrée de la mosquée est petite et en forme d'arche qui mène à la salle de prière à chambre unique.
En 1970, la mosquée a été restaurée et, après reconstruction, des fouilles archéologiques ont permis de découvrir deux arcs en plein cintre appartenant à la période des Sassanides en Azerbaïdjan. Ces découvertes se trouvent dans la partie sud du bâtiment de la mosquée.